# الخرخير
الخرخير محافظة سعودية سابقة تتبع لمنطقة نجران جنوب السعودية.

## الموقع
تقع الخرخير في أقصى شرق منطقة نجران وتبعد عنها حوالي 900 كيلومتر وتتبعها إداريًا، وهي تقع عند المثلث الحدودي بين اليمن وسلطنة عمان.

## أصل التسمية
تتعدّد الأقاويل في أصل تسمية مدينة الخرخير بهذا الاسم، إذ يقول أحدها بأنّها أتت من كثرة الخيران المتناثرة في المنطقة، والخور البئر الذي يحوي على ماءٍ مالحة. وهنالك قول بأنّ التسمية أتت من صوت الماء وهو خرير، والذي يسمع من آبار الماء في المنطقة. وبعضهم يقول بأنّ التسمية أتت من توغّل المدينة في صحراء الربع الخالي، إذ يطلق البدو لفظة خرخر على من يدخل الصحراء ويبتعد فيها.

## الخدمات الحكومية
*يوجد بها مجمع مدارس بنين ومجمع مدارس بنات، ومركز صحي، ومطار عسكري.
*ترتبط المدينة مع محافظة شرورة بواسطة طريقٍ معبدّة، أنشئت حديثاً، وبمسافةٍ تقدّر بحوالي 500 كيلو متر. كما يوجد طريق تمتدّ من المنطقة الشرقيّة حتّى مدينة الخرخير.

## السكان
يبلغ عدد سكان الخرخير حوالي 16آلاف نسمة.

## إلغاء المحافظة
في 31 ديسمبر 2014 صدر أمر ملكي يقضي بالموافقة على إلغاء محافظة الخرخير، ونقل المراكز التابعة لها إلى مواقع أخرى بمنطقة نجران، وجاء هذا الأمر بناء على محضر اللجنة المشكَّلة وفق الأمرين الساميين في عامَي 1432 هـ و1435 هـ، والمكونة من وزارات: الداخلية، والدفاع، والشؤون البلدية والقروية، والمالية، والنقل، والاقتصاد، والتخطيط، وتلقَّت إمارة منطقة نجران الأمر المتعلق باستكمال إجراءات نقل كافة المراكز والوظائف التابعة للمحافظة السابقة إلى مواقع أخرى بالمنطقة؛ بحسب الحاجة. ويعود سبب إلغاء المحافظة إلى بُعد الخدمات عنها.